# Shaquil Barrett
Pour les articles homonymes, voir Barrett.
(en) Statistiques sur pro-football-reference
Shaquil Barrett, né le 17 novembre 1992 à Baltimore, est un joueur professionnel américain de football américain évoluant pour les Buccaneers de Tampa Bay dans la National Football League (NFL) au poste de linebacker.
Il a joué au niveau universitaire pour l'Université du Nebraska à Omaha avant d'être transféré à l'Université d'État du Colorado. Il est ensuite engagé comme agent libre non drafté par les Broncos de Denver où il reste cinq saisons. Il y remporte le Super Bowl 50 au terme de la saison 2015. Il est transféré à Tampa Bay en 2019. Il termine premier de la ligue au nombre de sacks réussis sur la saison 2019, ce qui lui permet d'être sélectionné dans l'équipe All-Pro 2019 et de disputer le Pro Bowl 2020. Au terme de la saison 2021, il remporte le Super Bowl LV.

## Biographie
Barrett commence à jouer au football universitaire à Nebraska-Omaha en 2010. En 2011, l'université décide de supprimer son programme de football américain et il signe comme agent libre à l'Université d'État du Colorado où il peut de suite jouer. Il y reste pendant trois saisons (2011-2013) et est titulaire lors de 35 des 38 matchs joués. Il totalise 246 plaquages dont 116 en solo et 32½ pour perte adverse, 18 sacks, trois interceptions, six passes défendues, sept fumbles provoqués plus quatre recouverts et trois coups de pied bloqués. Barrett est désigné meilleur joueur défensif de l'année de la Mountain West Conference lors de sa saison senior (2013) après avoir été classé 5e du pays avec 12 sacks et 20½ placages pour perte adverse.

## Statistiques

### En NCAA
| Année       | Équipe                 | Statut      | MJ |       | Plaquages | Plaquages | Plaquages | Plaquages |       | Interceptions | Interceptions | Interceptions | Interceptions |  | Fumbles | Fumbles |
| Année       | Équipe                 | Statut      | MJ | Total | Seul      | Ast.      | Sacks     | Nb.       | Yards | Déf.          | TD            | Nb.           | Rec.          |  |         |         |
| 2011        | Rams de Colorado State | So.         | 12 | 99    | 45        | 54        | 02,5      | 1         | 52    | 3             | 1             | 1             | 2             |  |         |         |
| 2012        | Rams de Colorado State | Jr.         | 12 | 67    | 34        | 33        | 03,5      | 1         | 49    | 0             | 1             | 0             | 0             |  |         |         |
| 2013        | Rams de Colorado State | Sr.         | 14 | 79    | 39        | 40        | 12,0      | 1         | 0     | 2             | 0             | 2             | 2             |  |         |         |
| Totaux NCAA | Totaux NCAA            | Totaux NCAA | 38 | 245   | 118       | 127       | 18,0      | 3         | 101   | 5             | 2             | 3             | 4             |  |         |         |

### En NFL
| Année      | Équipe                  | MJ  |                 | Plaquages       | Plaquages       | Plaquages       | Plaquages       |                 | Interceptions   | Interceptions   | Interceptions | Interceptions |  | Fumbles | Fumbles |
| Année      | Équipe                  | MJ  | Total           | Seul            | Ast.            | Sacks           | Nb.             | Yards           | Déf.            | TD              | Nb.           | Rec.          |  |         |         |
| 2014       | Broncos de Denver       | 0   | N'a pas joué    | N'a pas joué    | N'a pas joué    | N'a pas joué    | N'a pas joué    | N'a pas joué    | N'a pas joué    | N'a pas joué    | -             | -             |  |         |         |
| 2015       | Broncos de Denver       | 16  | 50              | 35              | 15              | 05,5            | 0               | 0               | 4               | 0               | 4             | 2             |  |         |         |
| 2016       | Broncos de Denver       | 16  | 36              | 23              | 13              | 01,5            | 0               | 0               | 2               | 0               | 1             | 0             |  |         |         |
| 2017       | Broncos de Denver       | 16  | 37              | 31              | 03              | 04,0            | 0               | 0               | 0               | 0               | 2             | 1             |  |         |         |
| 2018       | Broncos de Denver       | 13  | 28              | 22              | 06              | 03,0            | 0               | 0               | 1               | 0               | 0             | 0             |  |         |         |
| 2019       | Buccaneers de Tampa Bay | 16  | 58              | 45              | 13              | 19,5            | 1               | 4               | 2               | 0               | 6             | 0             |  |         |         |
| 2020       | Buccaneers de Tampa Bay | 15  | 57              | 43              | 14              | 08,0            | 0               | 0               | 3               | 0               | 2             | 0             |  |         |         |
| 2021       | Buccaneers de Tampa Bay | 15  | 51              | 37              | 14              | 10,0            | 1               | 3               | 4               | 0               | 3             | 2             |  |         |         |
| 2022       | Buccaneers de Tampa Bay | 08  | 31              | 20              | 11              | 03,0            | 0               | 0               | 0               | 0               | 1             | 0             |  |         |         |
| 2023       | Buccaneers de Tampa Bay | ?   | Saison en cours | Saison en cours | Saison en cours | Saison en cours | Saison en cours | Saison en cours | Saison en cours | Saison en cours | ?             | ?             |  |         |         |
| Totaux NFL | Totaux NFL              | 115 | 348             | 256             | 92              | 54,5            | 2               | 7               | 16              | 0               | 19            | 5             |  |         |         |

| Année      | Équipe                  | MJ |              | Plaquages    | Plaquages    | Plaquages    | Plaquages    |              | Interceptions | Interceptions | Interceptions | Interceptions |  | Fumbles | Fumbles |
| Année      | Équipe                  | MJ | Total        | Seul         | Ast.         | Sacks        | Nb.          | Yards        | Déf.          | TD            | Nb.           | Rec.          |  |         |         |
| 2014       | Broncos de Denver       | 0  | N'a pas joué | N'a pas joué | N'a pas joué | N'a pas joué | N'a pas joué | N'a pas joué | N'a pas joué  | N'a pas joué  | -             | -             |  |         |         |
| 2015       | Broncos de Denver       | 3  | 3            | 1            | 2            | 0,0          | 0            | 0            | 0             | 0             | 0             | 0             |  |         |         |
| 2020       | Buccaneers de Tampa Bay | 4  | 9            | 6            | 3            | 4,0          | 0            | 0            | 0             | 0             | 0             | 0             |  |         |         |
| 2021       | Buccaneers de Tampa Bay | 2  | 3            | 2            | 1            | 0,0          | 1            | 17           | 1             | 0             | 0             | 0             |  |         |         |
| Totaux NFL | Totaux NFL              | 9  | 15           | 9            | 6            | 4,0          | 1            | 17           | 1             | 0             | 0             | 0             |  |         |         |